# Hellphone

## Reparto
| Actor           | Personaje    |
| --------------- | ------------ |
| Clotilde Mollet | Mme Soupir   |
| Bruno Salomone  | Hervé Temmam |
| Gilles Privat   | M. Fouque    |